# Vrapče
Pour les articles homonymes, voir Vrapce (homonymie).
Vrapče (en serbe cyrillique : Врапче) est un village de Serbie situé dans la municipalité de Tutin, district de Raška. Au recensement de 2011, il comptait 39 habitants.

## Histoire
Jusqu'en 1880, Vrapče était majoritairement peuplé de Serbes orthodoxes qui, par la suite, ont émigré à Ostraće, dans l'actuelle municipalité kosovare de Leposavić, et dans le district de Toplica. À leur place se sont installées dans le village des populations musulmanes venues de la région de Đakovica.

## Démographie

### Évolution historique de la population
| 1948 | 1953 | 1961 | 1971 | 1981 | 1991 | 2002 | 2011 |
| ---- | ---- | ---- | ---- | ---- | ---- | ---- | ---- |
| 122  | 135  | 142  | 148  | 163  | 127  | 58   | 39   |

|  |